# Amphilophus longimanus
Espèce
Amphilophus longimanus est une espèce de poissons néotropicaux.